# София от Легница
София от Легница (на немски: Sophia von Liegnitz, * 1525, † 6 февруари 1546) е принцеса от силезийските Пясти и чрез женитба курфюрстиня на Бранденбург.

## Произход
Тя е дъщеря на херцог Фридрих II (1480 – 1547) от Легница, Бриг и Волау, и втората му съпруга му принцеса София фон Бранденбург-Ансбах-Кулмбах (1485 – 1537), дъщеря на маркграф Фридрих II и София Ягелонка.

## Фамилия
На 15 февруари 1545 г. София се омъжва за курфюрст Йохан Георг от Бранденбург от род Хоенцолерн (1525 – 1598). Те имат един син:
- Йоахим Фридрих (* 27 януари 1546, † 18 юли 1608), курфюрст на Бранденбург

∞ 1. 1570 принцеса Катарина фон Бранденбург-Кюстрин (1549 – 1602)
∞ 2. 1603 принцеса Елеонора от Прусия (1583 – 1607)